# سکوی برخط ویدئو
سکوی برخط ویدئو (به انگلیسی: online video platform، کوتاه‌شده: OVP) یک سرویس است که کاربران را قادر می‌سازد ویدئوی خود را در اینترنت بارگذاری، تبدیل، ذخیره و پخش کنند. این کار بیشتر توسط یک راه حل ساختارمند و قابل گسترش که امکان درآمدزایی دارد، صورت می‌گیرد.

## کپی‌رایت
وادار کردن کاربران به رعایت کپی‌رایت فرامرزی و کشوری، یک چالش برای بسیاری از این سرویس‌ها بوده‌است.

## پروتکل‌های ارائه سرویس
اکثر پلتفورم‌های ویدئویی موجود در دنیا بر اساس دو پروتکل استاندارد HTTP streaking یا HTTP progressive download عمل می‌کنند.